# Lac Buntzen
Le lac Buntzen est un lac à Anmore, Colombie-Britannique au Canada. Il a été nommé d'après le premier directeur général de la British Columbia Electric Railway, Johannes Buntzen.

## Histoire

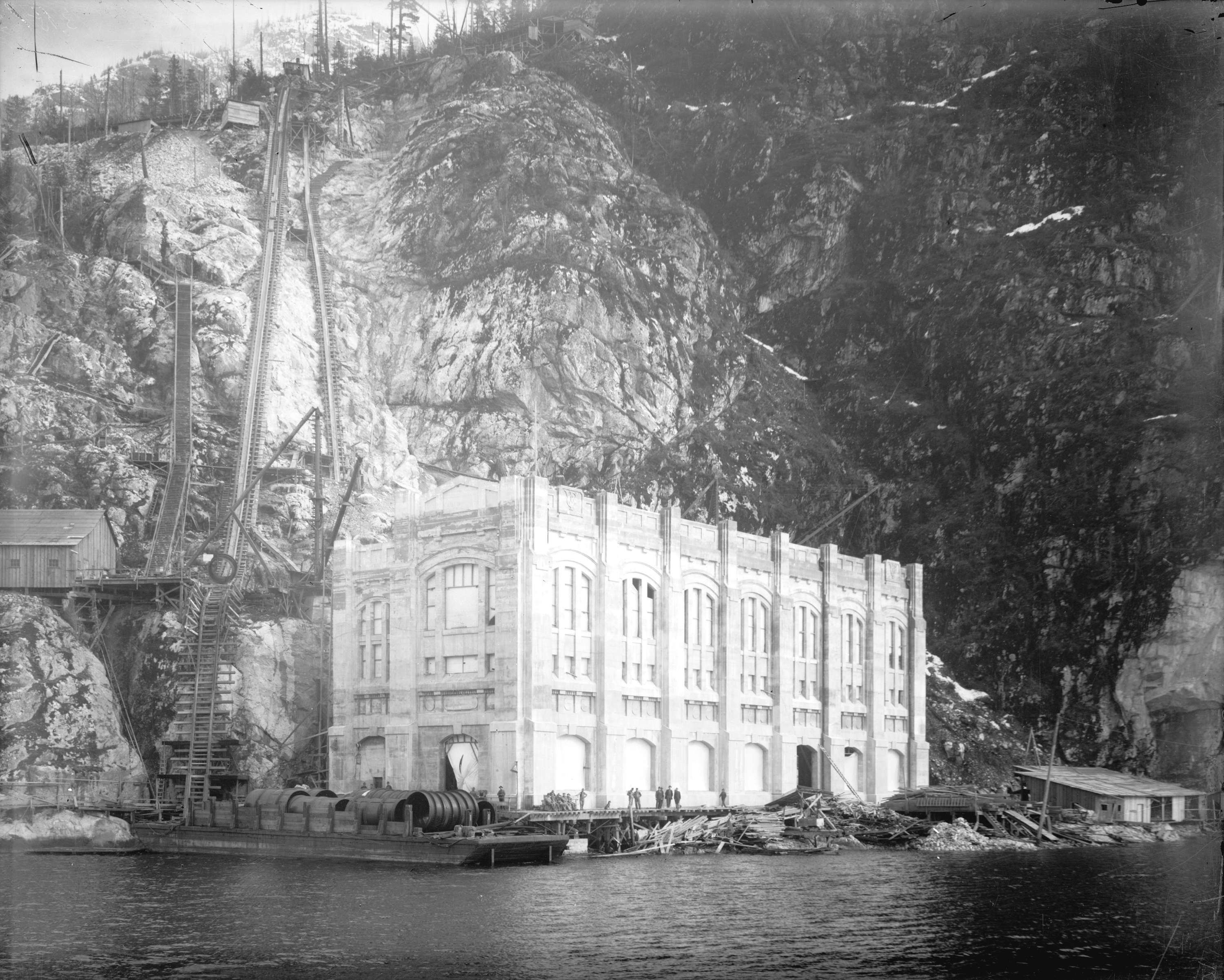
La centrale hydroélectrique en 1913

En 1903, le lac a servi à alimenter la Buntzen Generating Station, la première centrale hydroélectrique de Vancouver.